# 三元乙丙橡胶

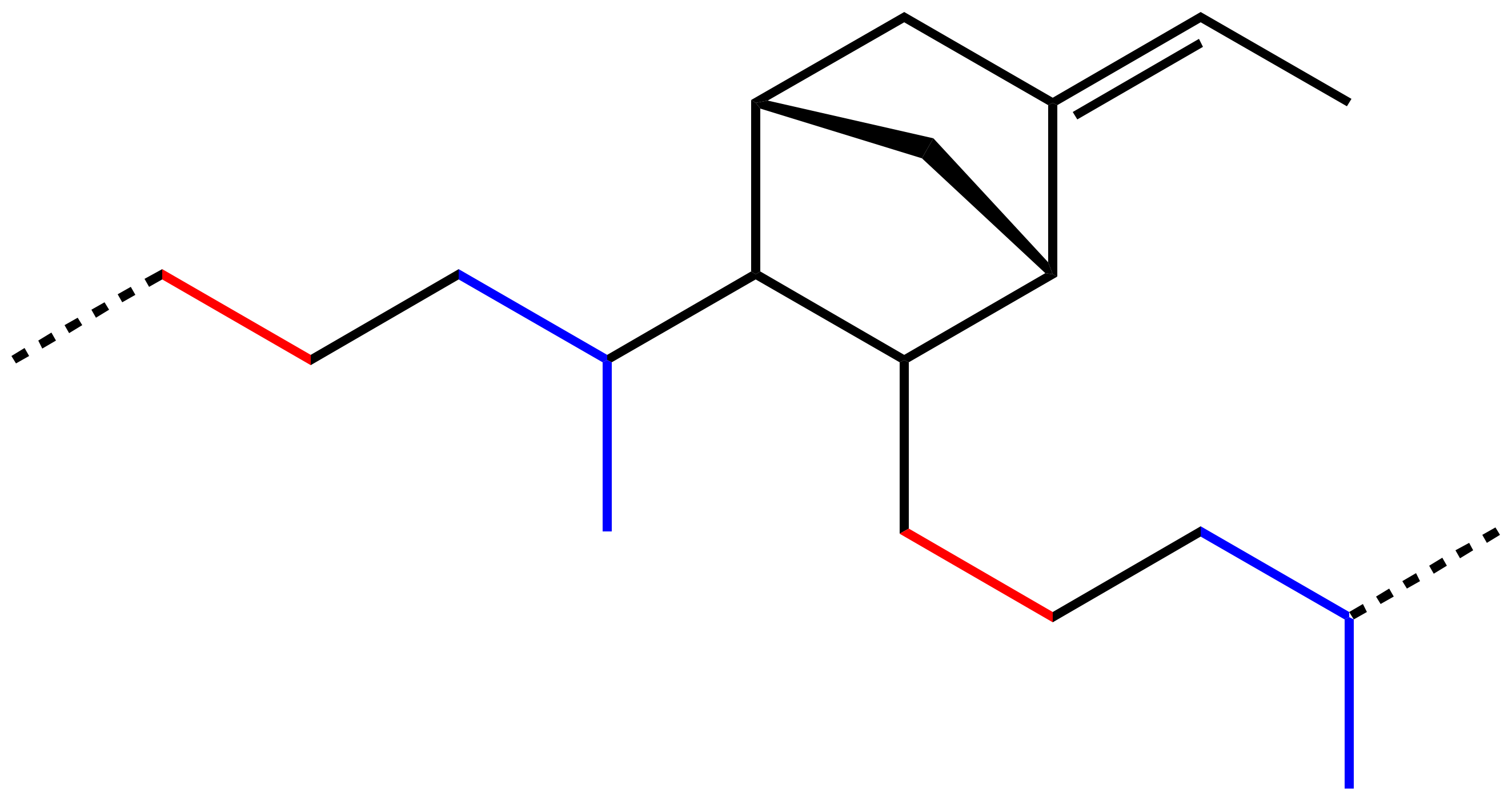
三元乙丙橡胶
红色 = 乙烯
蓝色 = 丙烯
黑色 = ethylidene norbornene-derived.

三元乙丙橡胶，缩写：EPDM（Ethylene Propylene Diene Monomer）是乙烯、丙烯和少量的双环戊二烯的共聚物，是乙丙橡胶的一种，广泛用于汽车部件、建筑用防水材料、电线电缆护套、耐热胶管、胶带、汽车密封件等领域。

## 历史
1950年代，由德国的化学家Karl Ziegler和意大利的Giulio Natta优化生产工艺。两位科学家因此在1963年共同获得了诺贝尔化学奖。

## 结构特性
三元乙丙橡胶主链完全饱和，不饱和的第三单体仅为1%~2%，化学稳定性高，电绝缘性好，耐热水。

## 应用
三元乙丙橡胶防水卷材适用于防水要求高，使用年限长的屋面、地下室、隧道的防水，寿命长达40年。